# Operación termodinámica
Una operación termodinámica es una manipulación impuesta externamente que afecta a un sistema termodinámico. El cambio puede ser en la conexión o en la pared entre un sistema termodinámico y sus alrededores, o en el valor de alguna variable en el entorno que está en contacto con una pared del sistema que permite la transferencia de la gran cantidad que pertenece a esa variable. Se supone en la termodinámica que la operación se realiza ignorando cualquier información microscópica pertinente. 
Una operación termodinámica requiere una contribución de una agencia externa independiente, que no proviene de las propiedades pasivas de los sistemas. Quizás la primera expresión de la distinción entre una operación termodinámica y un proceso termodinámico está en la declaración de Kelvin de la segunda ley de la termodinámica : "Es imposible, mediante una agencia de material inanimado, derivar un efecto mecánico de cualquier parte de la materia enfriándola por debajo de la temperatura de los objetos circundantes ".  Una secuencia de eventos que ocurrieron de otra manera que "por medio de una agencia de material inanimado" implicaría una acción de una agencia de animación, o al menos una agencia externa independiente. Tal agencia podría imponer algunas operaciones termodinámicas.  Por ejemplo, esas operaciones podrían crear una bomba de calor, que por supuesto cumpliría con la segunda ley. El demonio de Maxwell realiza un tipo de operación termodinámica extremadamente idealizada y naturalmente irrealizable.
Edward A. Guggenheim utiliza una expresión de lenguaje ordinario para una operación termodinámica: "manipular" los cuerpos.

## Distinción entre operación termodinámica y proceso termodinámico
Una operación termodinámica típica es el cambio de posición de un pistón impuesto externamente, para alterar el volumen del sistema de interés.  Otra operación termodinámica es la eliminación de una pared inicialmente separadora, una manipulación que une dos sistemas en un solo sistema no dividido. Un proceso termodinámico típico consiste en una redistribución que distribuye una cantidad conservada entre un sistema y su entorno a través de una pared previamente impermeable pero recientemente semipermeable entre ellos.
De manera más general, un proceso se puede considerar como una transferencia de cierta cantidad que se define por un cambio de una variable de estado extensa del sistema, correspondiente a una cantidad conservada, de modo que se pueda escribir una ecuación de balance de transferencia. Según Uffink, "... los procesos termodinámicos solo tienen lugar después de una intervención externa en el sistema (por ejemplo: quitar una partición, establecer contacto térmico con un baño de calor, empujar un pistón, etc.). No corresponden al comportamiento autónomo de un sistema libre ".  Por ejemplo, para un sistema cerrado de interés, un cambio de energía interna (una variable de estado extensa del sistema) puede ser ocasionado por la transferencia de energía como calor.  En termodinámica, el calor no es una variable de estado extensa del sistema.  Sin embargo, la cantidad de calor transferido se define por la cantidad de trabajo adiabático que produciría el mismo cambio de energía interna que la transferencia de calor; La energía transferida como calor es la cantidad conservada. 
Como cuestión de historia, la distinción, entre una operación termodinámica y un proceso termodinámico, no se encuentra en estos términos en los relatos del siglo XIX.  Por ejemplo, Kelvin habló de una "operación termodinámica" cuando se refería a lo que la terminología actual llama una operación termodinámica seguida de un proceso termodinámico. De nuevo, Planck solía hablar de un "proceso" cuando nuestra terminología actual hablaba de una operación termodinámica seguida de un proceso termodinámico.

### Los "procesos naturales" de Planck contrastaron con las acciones del demonio de Maxwell
Planck sostuvo que todos los "procesos naturales" (es decir, en la terminología actual, una operación termodinámica seguida de un proceso termodinámico) son irreversibles y proceden en el sentido de aumento de la suma de entropía.  En estos términos, sería mediante operaciones termodinámicas que, si pudiera existir, el demonio de Maxwell conduciría asuntos antinaturales, que incluyen transiciones en el sentido de alejarse del equilibrio termodinámico. Son físicamente concebibles hasta cierto punto, pero no son procesos naturales en el sentido de Planck. La razón es que las operaciones termodinámicas ordinarias se realizan con total ignorancia de los tipos de información microscópica que son esenciales para los esfuerzos del demonio de Maxwell. 

## Ejemplos de operaciones termodinámicas.

### Ciclo termodinámico
Un ciclo termodinámico se construye como una secuencia de etapas o pasos. Cada etapa consiste en una operación termodinámica seguida de un proceso termodinámico.  Por ejemplo, una operación termodinámica inicial de un ciclo de un motor térmico de Carnot podría tomarse como el ajuste del cuerpo de trabajo, a una temperatura alta conocida, en contacto con un depósito térmico a la misma temperatura (el depósito caliente), a través de una pared que es permeable solo al calor, mientras permanece en contacto mecánico con el depósito de trabajo. Esta operación termodinámica es seguida por un proceso termodinámico, en el cual la expansión del cuerpo de trabajo es tan lenta que es efectivamente reversible, mientras que la energía interna se transfiere como calor desde el depósito caliente al cuerpo de trabajo y como trabajo del cuerpo de trabajo al depósito de trabajo. Teóricamente, el proceso termina eventualmente, y esto termina la etapa. Luego, el motor está sujeto a otra operación termodinámica, y el ciclo continúa en otra etapa. El ciclo se completa cuando las variables termodinámicas (el estado termodinámico) del cuerpo de trabajo vuelven a sus valores iniciales. 

### Operaciones termodinámicas virtuales
Un dispositivo de refrigeración pasa una sustancia de trabajo a través de etapas sucesivas, constituyendo en general un ciclo. Esto se puede lograr no moviendo o cambiando las paredes de separación alrededor de un cuerpo inmóvil de sustancia de trabajo, sino más bien moviendo un cuerpo de sustancia de trabajo para provocar la exposición a una sucesión cíclica de paredes inmóviles inmóviles. El efecto es prácticamente un ciclo de operaciones termodinámicas. La energía cinética del movimiento en masa de la sustancia de trabajo no es una característica importante del dispositivo, y la sustancia de trabajo puede considerarse prácticamente prácticamente como en reposo. 

### Composición de sistemas
Para muchas cadenas de razonamiento en termodinámica, es conveniente pensar en la combinación de dos sistemas en uno. Se supone que los dos sistemas, separados de su entorno, están yuxtapuestos y (por un cambio de punto de vista) se considera que constituyen un nuevo sistema compuesto. El sistema compuesto se imagina en medio de su nuevo entorno general. Esto establece la posibilidad de interacción entre los dos subsistemas y entre el sistema compuesto y su entorno general, por ejemplo, permitiendo el contacto a través de una pared con un tipo particular de permeabilidad. Este dispositivo conceptual se introdujo en la termodinámica principalmente en el trabajo de Carathéodory, y se ha utilizado ampliamente desde entonces.

### Aditividad de variables extensivas
Si la operación termodinámica es la eliminación total de paredes, las variables de estado extensas del sistema compuesto son las sumas respectivas de las de los sistemas componentes. Esto se llama la aditividad de variables extensas. 

### Escalado de un sistema
Un sistema termodinámico que consiste en una sola fase, en ausencia de fuerzas externas, en su propio estado de equilibrio termodinámico interno, es homogéneo. Esto significa que el material en cualquier región del sistema puede intercambiarse con el material de cualquier región congruente y paralela del sistema, y el efecto es dejar el sistema sin cambios termodinámicos. La operación termodinámica del escalado es la creación de un nuevo sistema homogéneo cuyo tamaño es un múltiplo del tamaño antiguo y cuyas variables intensivas tienen los mismos valores. Tradicionalmente, el tamaño se establece mediante la masa del sistema, pero a veces se indica mediante la entropía o el volumen. Para un sistema Φ determinado dado, escalado por el número real λ para producir un nuevo λΦ , se dice que una función de estado , X(.), tal que X(λΦ) = λ X(Φ), es extensa. Una función como X se llama una función homogénea de grado 1. Aquí se mencionan dos conceptos diferentes que comparten el mismo nombre: (a) el concepto matemático de homogeneidad de grado 1 en la función de escalado; y (b) el concepto físico de homogeneidad espacial del sistema. Sucede que los dos están de acuerdo aquí, pero eso no es porque sean tautólogos. Es un hecho contingente de la termodinámica. 

### División y recomposición de sistemas
Si dos sistemas, Sa y Sb, tienen variables intensivas idénticas, una operación termodinámica de remoción de paredes puede componerlas en un solo sistema, S, con las mismas variables intensivas.  Si, por ejemplo, sus energías internas están en la relación λ:(1−λ), entonces el sistema compuesto, S, tiene energía interna en la relación de 1:λ a la del sistema Sa. Por la operación termodinámica inversa, el sistema S puede dividirse en dos subsistemas de la manera obvia.  Como es habitual, estas operaciones termodinámicas se llevan a cabo con total ignorancia de los estados microscópicos de los sistemas.  Más particularmente, es característico de la termodinámica macroscópica que la probabilidad se desvanece, que la operación de división ocurre en un momento en que el sistema S encuentra en el tipo de estado microscópico transitorio extremo previsto por el argumento de recurrencia de Poincaré. Dicha división y recomposición están de acuerdo con la aditividad definida anteriormente de variables extensas. 

## Declaraciones de leyes
Las operaciones termodinámicas aparecen en las declaraciones de las leyes de la termodinámica.  Para la ley cero, se consideran las operaciones de conexión y desconexión térmica de los sistemas.  Para la segunda ley, algunas declaraciones contemplan una operación de conexión de dos sistemas inicialmente desconectados.  Para la tercera ley, una afirmación es que ninguna secuencia finita de operaciones termodinámicas puede llevar un sistema a una temperatura cero absoluta.